# Casertai királyi palota
A casertai királyi palota (olaszul Reggia di Caserta), a nápolyi Bourbon királyok egykori rezidenciája. A palotát Luigi Vanvitelli tervei alapján kezdték el építeni 1752. január 20-án VIII. Károly parancsára. A 18. század legnagyobb európai építkezése volt, amely 1780-ban fejeződött be, I. Ferdinánd uralkodása alatt. Miután 1860-ban Két Szicília Királysága egyesült az Olasz Királysággal, a palotát csak alkalmanként használták. 1919-ben III. Viktor Emánuel király az olasz népnek adományozta. A második világháborúban jelentős károkat szenvedett. A restaurálási munkálatokkal 1958 körül készültek el. Ekkor nyílt meg a múzeum, mely magában foglalja a királyi lakosztályokat, az udvari színházat és a kerteket. Pompájával, méreteivel és a hozzátartozó kertekkel a versailles-i, madridi és szentpétervári paloták mellett az egyik legnagyobb és legimpozánsabb királyi palota Európában. 1996-ban a Vanvitelli-vízvezetékkel és a casertai San Leucióval közösen felvették az UNESCO világörökség listájára.

## A Bourbonok

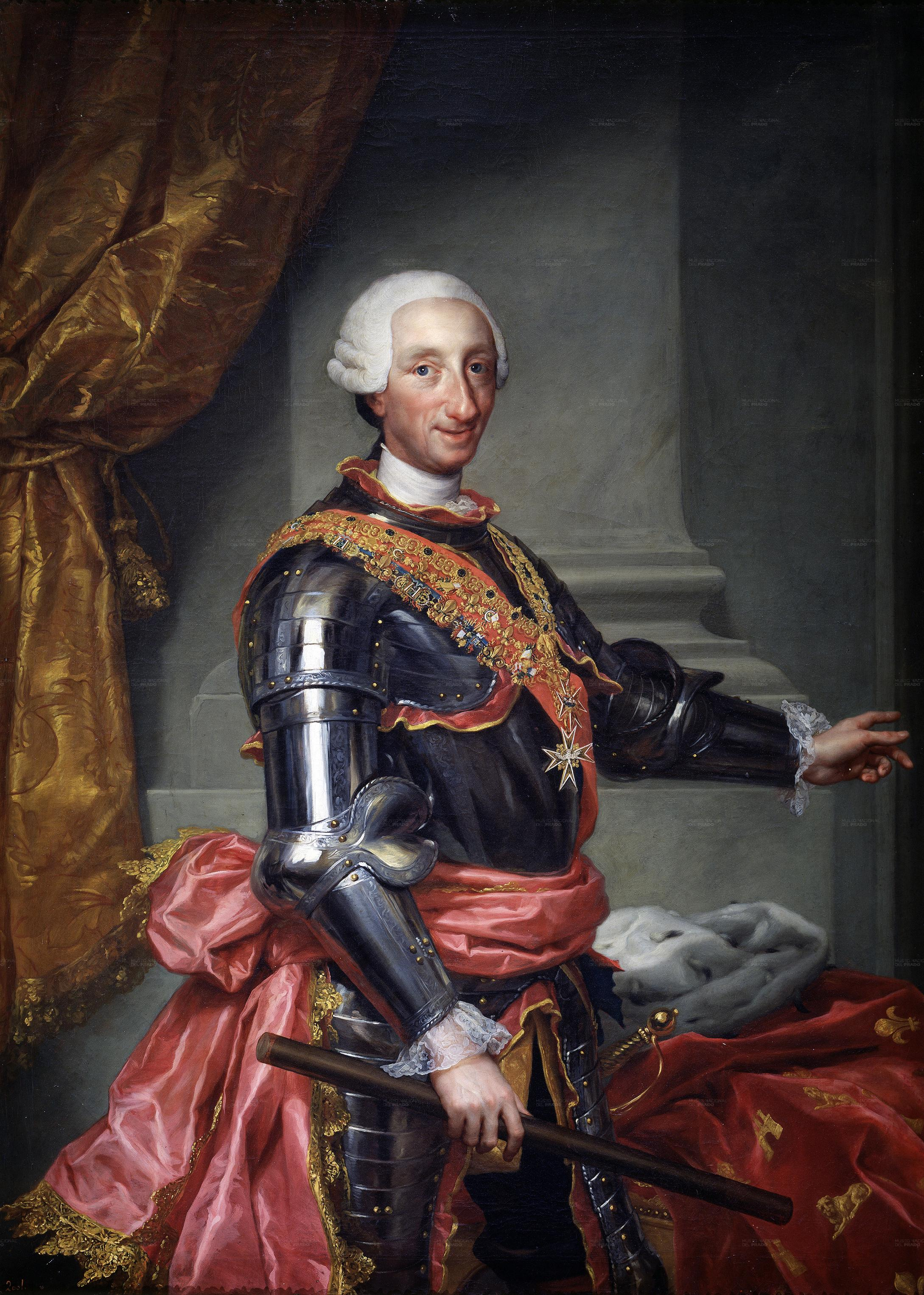
III. Károly, spanyol király

A casertai királyi palota építése két Bourbon-házi nápolyi uralkodó nevéhez fűződik: a VIII. Károlyéhoz és az I. Ferdinándéhoz.
A Bourbon-dinasztia első uralkodója, V. Fülöp spanyol király IV. (Navarrai) Henrik francia király leszármazottja volt. Második feleségétől, Pármai Erzsébettől született III. Károly, aki a későbbiekben VII. Károlyként a nápolyi trónra lépett. Miután V. Fülöp egészségi állapota megromlott (idegösszeomlás), felesége régensként átvette az ország vezetését. Viktor Amadé szárd–piemonti király és Antonio Farnese pármai hercegek halála megnyitotta az utat az ifjú Károly trónra kerülése előtt az Appennini-félszigeten. 1732-ben I. Károly hercegként felvette a Parma hercege címet, majd 1734-ben az osztrákok felett aratott győzelme után VIII. Károly néven Nápoly és V. Károly néven Szicília királyává kiáltatta ki magát. Az osztrák örökösödési háborúk során 1735-ben kénytelen volt lemondani a pármai hercegi címről a nápolyi királyi cím megtartása érdekében.
A tizenhét éves Károly trónra kerülése után, 1734-ben Európában egy újabb nagyhatalmi háború lángolt fel, ezúttal a lengyel trón iránt, amely 1733-ban megüresedett II. (Erős) Ágost király (1670–1733) halála után. Néhány év múlva, 1738-ban Károly feleségül vette Mária Amália szász hercegnőt, lengyel királyi hercegnőt (1724–1760), III. Ágost lengyel király (1696–1763) leányát, az elhunyt Erős Ágost király és I. József német-római császár unokáját. A házasságkötés hírét a menyasszony távollétében ünnepelték meg, magát a házasságot a Drezda melletti Pillnitzben kötötték meg, a vőlegényt képviselő helyettesítette. Mária Amália hercegnő 1738. július 4-én érkezett Nápolyba. A királyi párnak 13 gyermeke született, közülük 7 érte meg a felnőttkort.
Fiatal kora miatt Károly kénytelen volt bölcs és tehetséges tanácsadóira támaszkodni, akik Spanyolországból kísérték el. Uralkodásának kulcsfigurája Bernardo Tanucci volt, aki elindította a királyság reformjait. Uralkodásának elkövetkező 25 évében Károly a királyság közigazgatásának megreformálásán, a gazdasági élet (elsősorban kereskedelem) felpezsdítésén munkálkodott, ugyanakkor kiváló külpolitikája miatt a Nápolyi Királyságot az európai diplomácia egyik kulcsfigurájává léptette elő.
Mostohafivére, VI. Ferdinánd halála után Károlyt visszahívták a spanyol trónra, helyére a kilencéves fia, Ferdinánd trónörökös került 1759-ben. Ferdinánd nevében egy Tanucci által vezetett régensi tanács kormányozta a királyságot. IV. Ferdinánd uralkodása 1759-től 1825-ig tartott és közben kétszer is kénytelen volt Palermóba menekülni francia-ellenes politikája miatt. Első, rövid száműzetése egybeesett a nápolyi Parthenopéi Köztársaság kikiáltásával 1799-ben, míg a második, tízéves száműzetésére a Nápolyi Királyság francia megszállása során került sor. 1768-ban feleségül vette Mária Karolina osztrák főhercegnőt, I. (Lotaringiai) Ferenc császár lányát, akinek erős akarata révén sikerült a királyt befolyása alatt tartania. A király, felesége javaslatára elbocsátotta Tanuccit, és saját kezébe vette az ország irányítását, viszont gyenge, hozzá nem értő uralkodónak bizonyult.

## A palota építésének története

### A királyi udvar áthelyezésének szükségessége
VI. Károly német-római császár halálát követően a Nápolyi Királyság belekeveredett az osztrák örökösödési háborúba, melynek során a brit flotta blokád alá vette a fővárost, Nápolyt, ezáltal próbálva rábírni a királyságot a háborúból való kilépésre. Ekkor merült fel egy új főváros felépítésének ötlete a tengerparttól távolabb, Nápoly közelében. A legmegfelelőbbnek a Monti Tifatini lábainál elterülő sík vidék bizonyult, amely a Bourbonok kitartó ellenfeleinek, a casertai grófoknak a tulajdona volt.
A terület kiválasztása után már csak a megfelelő építészt kellett megtalálni, aki képes egy olyan palota megépítésére, mely nemcsak a királyi családot, hanem az egész udvart, minisztériumokat, könyvtárat, bíróságot, színházat és saját templomot képes magába foglalni, a versailles-i francia királyi udvar mintájára. A választás Luigi Vanvitellire esett, aki Nápoly több középülete mellett Rómában is épített már a pápa megbízásából.

### Az épület tervei

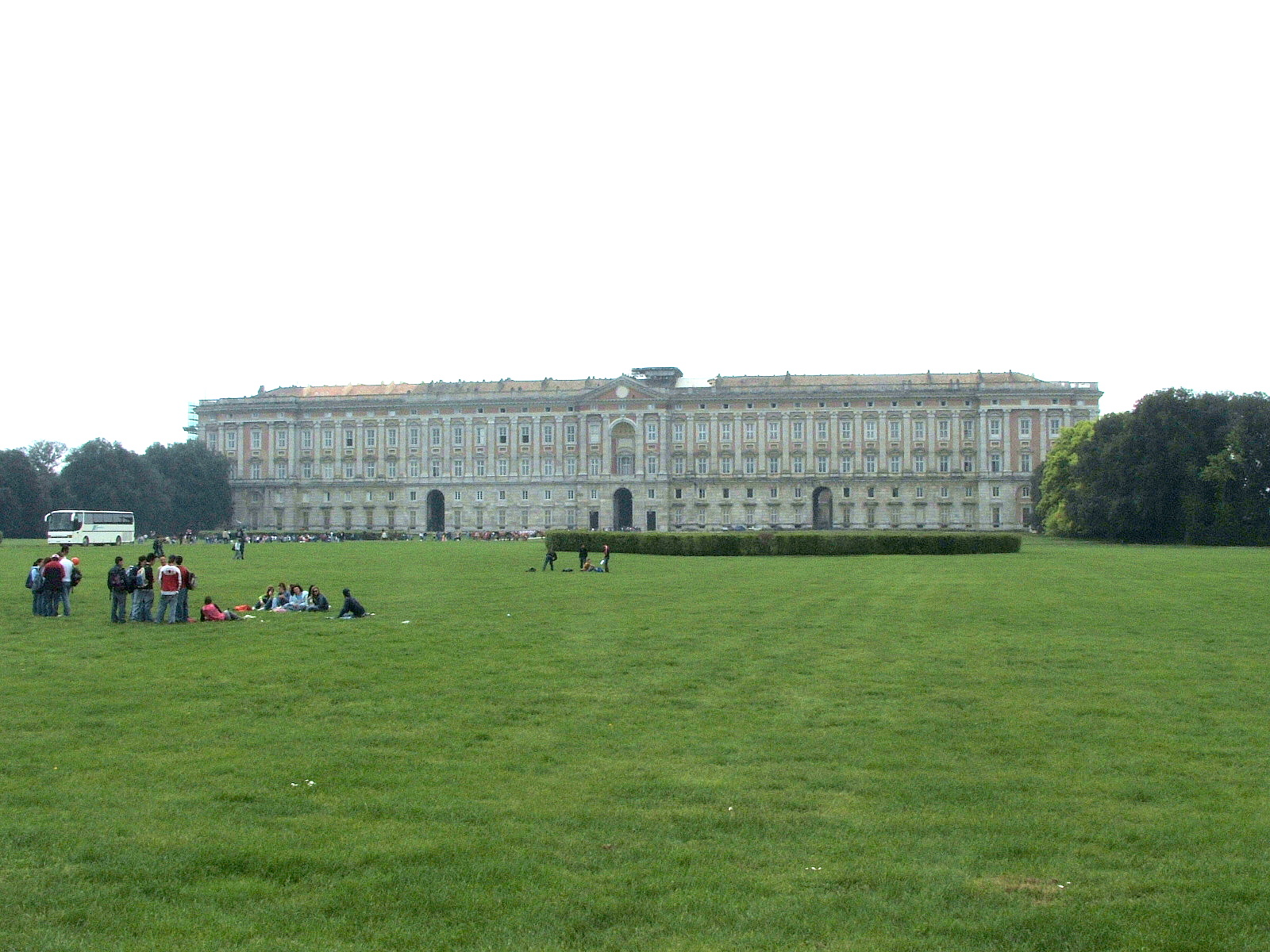
A palota főhomlokzata

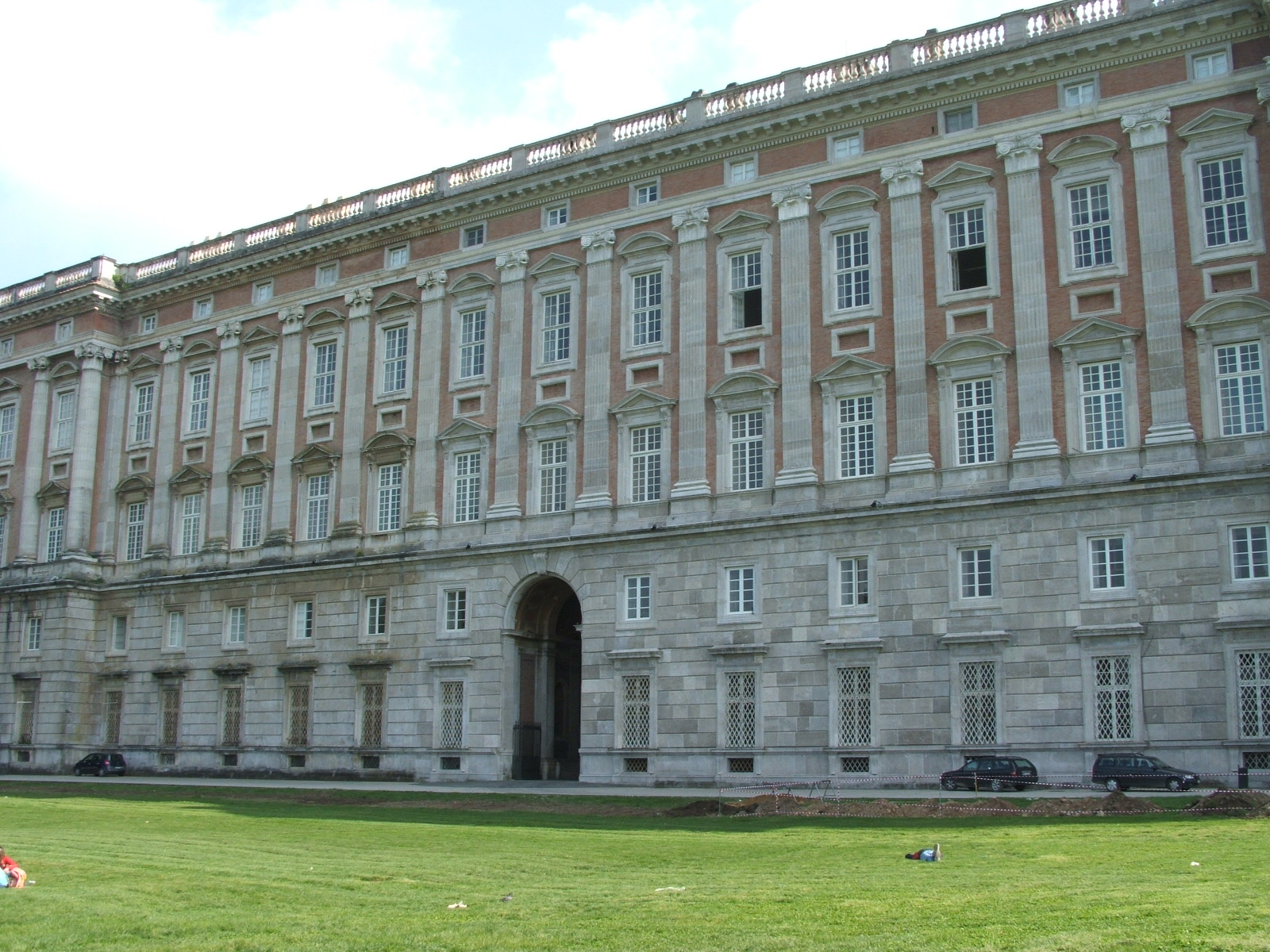
A palota főhomlokzata

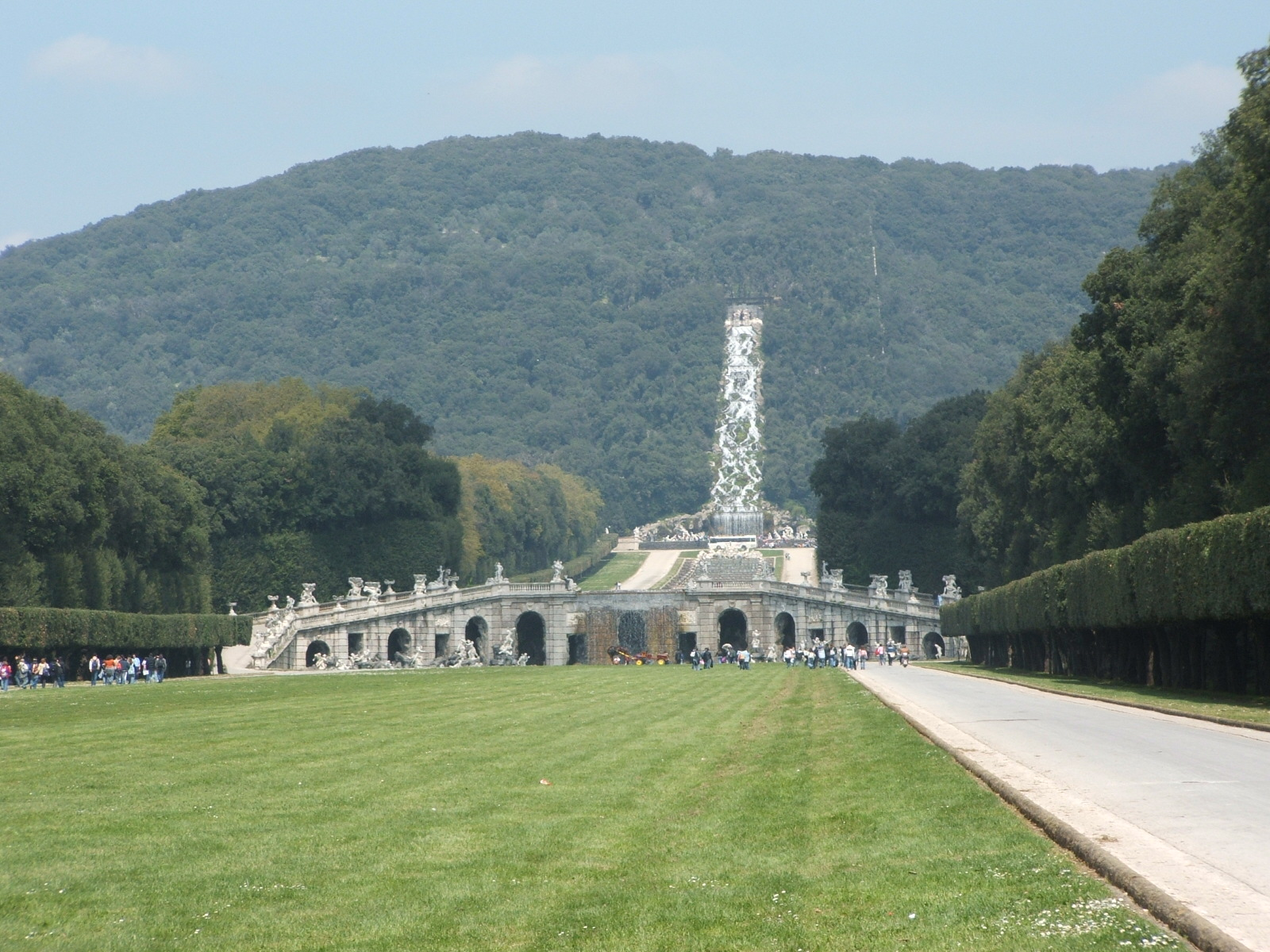
A palota kertje a szökőkutakkal, háttérben a vízeséssel

Vanvitelli terveit 16 réztáblára karcolva mutatta be, amelyek nemcsak magának a királyi palotának az építését tartalmazták, hanem egy egész város fiziognómiáját is, mely a palota körül épült volna fel. A terv gerincét a Gran Viale út képezte, amely a palota kertjében levő vízeséstől indult volna Nápolyig, áthaladva a királyi palota központi tengelyén így, virtuálisan, jelezve az új főváros és Nápoly közötti kapcsolatot. A Gran Vialét vízfolyások kísérték volna, melyek számára a vizet a Károly-vízvezeték (Vanvitelli-vízvezeték) biztosította volna. Ez az elképzelés azonban sosem valósult meg.
VIII. Károly és különösképpen felesége, Mária Amália (aki saját maga választotta ki a palota belsejét díszítő szöveteket), jelentősen hozzájárultak a tervek kialakításához. A későbbiekben király az építésszel közösen ellenőrizte az építkezés menetét, a tervek betartását, valamint a jövendőbeli kert kialakítását.
Vanvitelli előzetes terveit 1751. május 22-én mutatta be a királynak. Ezek szerint az épületet ión oszlopokkal díszített homlokzattal képzelte el, hatalmas, kiugró bejárati csarnokkal. A palota középpontjában lévő udvarhoz nyolc kisebb udvar csatlakozott volna. A központi udvart és a piano nobile szintjét két, szimmetrikusan elhelyezett lépcsősorral kötötte volna össze.
Az alapkőletételre 1752. január 20-án került sor. A hatalmas építkezés előzetes költségeit mintegy 4,5 millió dukátra becsülték. Az építkezést egy főigazgató és két segédje felügyelték. Pietro Bernasconi volt a munkások felügyelője, akik között szép számban akadtak gyerekek és nők, valamint elítéltek és rabszolgák. A tervezett tízéves építési idő számos politikai és gazdasági ok miatt jelentősen meghosszabbodott. 1759-ben III. Károly visszatért Spanyolországba, ez jelentősen lassította a munkák menetét, ugyanakkor Vanvitelli lelkesedését is csökkentette. 1764-ben leállították a munkálatokat egy éhínség és az azt követő járványok kitörése miatt. 1773-ban Vanvitelli elhunyt. Az építkezés ekkor még távol állt a befejezéstől. Fia, Carlo vette át a főépítészi címet és megpróbált apja terveihez hű maradni, de ez csak részlegesen sikerült.
A legelbűvölőbb újítások egyike, melyeket Vanvitelli honosított meg a palota építése során, a galériák és vestibulumok elrendezése az épület tengelyéhez viszonyítva, valamint ezek esztétikai és praktikus rendeltetéssel való felruházása. A belső közlekedési rendszer kialakítását sugárirányú folyosókkal oldotta meg, amelyek az udvarokra nyíló vestibulumokhoz csatlakoznak, valamint a belső udvarokat összekötő bejárati csarnokokhoz. A folyosók és belső terek kialakításánál elsődleges figyelmet szenteltek annak, hogy a parádékat, hivatalos meneteket és díszvacsorákat akadálymentesen tudják lebonyolítani.
A vestibulumok nyolcszögletűek és erős oszlopokon támaszkodó boltozatok fedik őket. A központi vestibulum rendkívül színes és világos. Jobb oldalán található a királyi lépcső, bal oldalán pedig egy Héraklész-szobor.
Az egész épületkomplexumból sugárzik a rend és a szimmetria, a III. Károly által megálmodott „állami klasszicizmus” egyik alapja, egyben az államvezetés és központi hatalom, valamint a királyi udvar és alattvalók közötti erős kötődés kifejezőeleme.
Az építkezés 1780-ban fejeződött be. Az eredmény egy grandiózus épületkomplexum lett 1200 belső helyiséggel, 1790 ablakkal. Az építkezés végére a teljes költség kb. 8,7 millió dukátra rúgott.

### A királyi rezidencia
IV. Ferdinánd nápolyi király a casertai palotát választotta nyári rezidenciájául, s ez az egyik legfőbb székhelyévé vált, amikor el kellett hagynia kedvenc királyi helyét, a Portici palotát a Vezúv 1767-es kitörése után. Felesége, Mária Karolina királyné gondoskodott a palota feldíszítéséről; különösen finom ízlése volt, amiről már több alkalommal is tanúbizonyságot tett: jelentős képtárat és egy óriási porcelángyűjteményt állított össze.
A Parthenopéi Köztársaság 1799-es kikiáltása során elkobozták a palotát és a többi rezidenciát a királyi családtól. Mivel a forradalmat néhány hónapon belül leverték, az épület nem szenvedett nagyobb károkat, viszont kifosztották. Az ingó vagyontárgyak nagy része eltűnt, bár a legjelentősebb darabokat sikerült megmenteni. A palota visszanyerése után a királyné igyekezett a királyi lakosztályokat restauráltatni, ennek arculata lényegében máig fennmaradt.
1806-ban I. Napóleon meghódította a Nápolyi Királyságot, és a koronát testvérének, Bonaparte Józsefnek adta. A királyi család Szicíliába menekült, elhagyva összes tulajdonát, amelyek az új király keze alá kerültek. Spanyolország hódításával (1808) Józsefet odaküldték kormányozni, és a sógora, Joachim Murat lett az új király. Murat különösen szerette a casertai palotát, empire stílusú lakosztályokat rendeztetett be benne.
Az 1815-ös bécsi kongresszus után visszaállították a Bourbon-ház uralmát, 1816-ban a két királyságot a Két Szicília Királyságában egyesítették. Ezt követően a palota a királyi család nyári rezidenciájául szolgált, bár elhanyagolt állapotba került. 1860-ban a Két Szicília Királysága beolvadt az újonnan alapított Olasz Királyságba. A palotát csak alkalmanként használta az új királyi család, a Savoyaiak valamely tagja (mint például Aosta hercege), majd III. Viktor Emánuel király 1919-ben az olasz népnek adományozta.

### Az utolsó évek

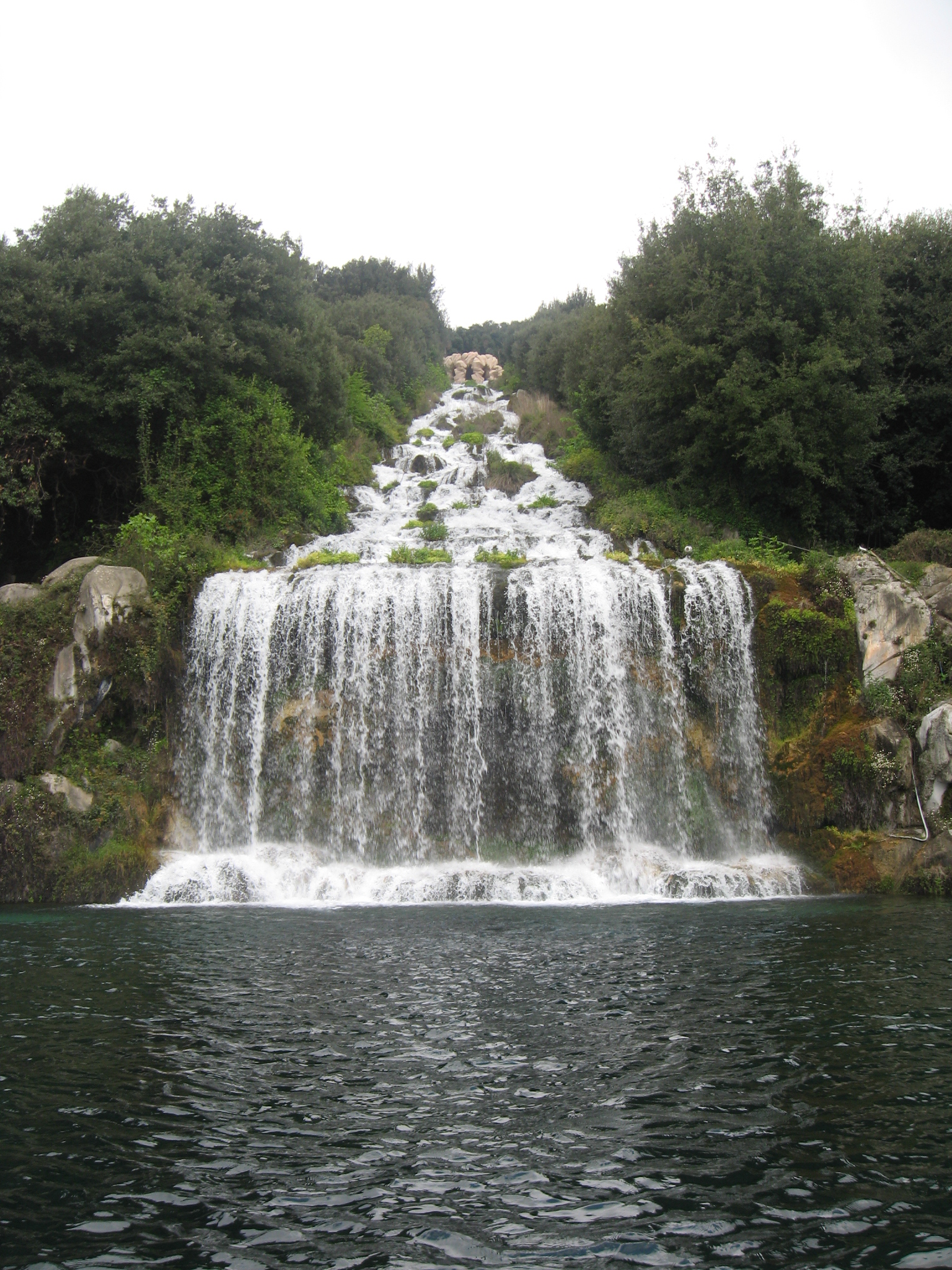
A vízesés

A palota királyi lakosztályai múzeumként nyíltak meg 1919-ben, a többi birtok pedig hivatalos szervezetekhez került. Mindazonáltal Mussolini az egész épületet átadta a Katonai Repülési Akadémiának, amely 1926 és 1943 között működött benne.
1943. december 14-én, Olaszország invázióját követően a palota az Appennini-félszigeten lévő szövetségesek főparancsnokságává vált. Falai között írták alá az olaszországi német csapatok feltételek nélküli kapitulációját (1945. április 27.), de a palota jelentős károkat szenvedett.
A háborút követően hosszútávú restaurációs munkálatok kezdődtek a palotában és a kertben, amely különösképpen károsodott. A puszpángfarajzokat és néhány szökőkutat abba az eredeti állapotba kellett visszaállítani, amit Vanvitelli tervezett. A legjelentősebb ingóságokat, berendezési tárgyakat, a könyvtárat és a képtárat más palotákba költöztették, a restaurálás a birtokot leíró dokumentumok és képek alapján történt.
A munkálatokkal 1958 körül készültek el. Ekkor megnyílt a múzeum, amely magában foglalja a királyi lakosztályokat, az udvari színházat és a kerteket. A többi helyiséget különböző városi társaságoknak, szervezeteknek szánták, mint a Storia Patria, a Casertai Kulturális Örökségi Hivatal, a helyi Turisztikai Hivatal és a Turisztikai Főiskola.
A legutóbbi nagy esemény, amelynek a casertai palota adott helyet, Oscar Luigi Scalfaro olasz köztársasági elnök 1994. július 9-én, a G7 csúcs kormányfői részére rendezett vacsorája volt.

## A palota

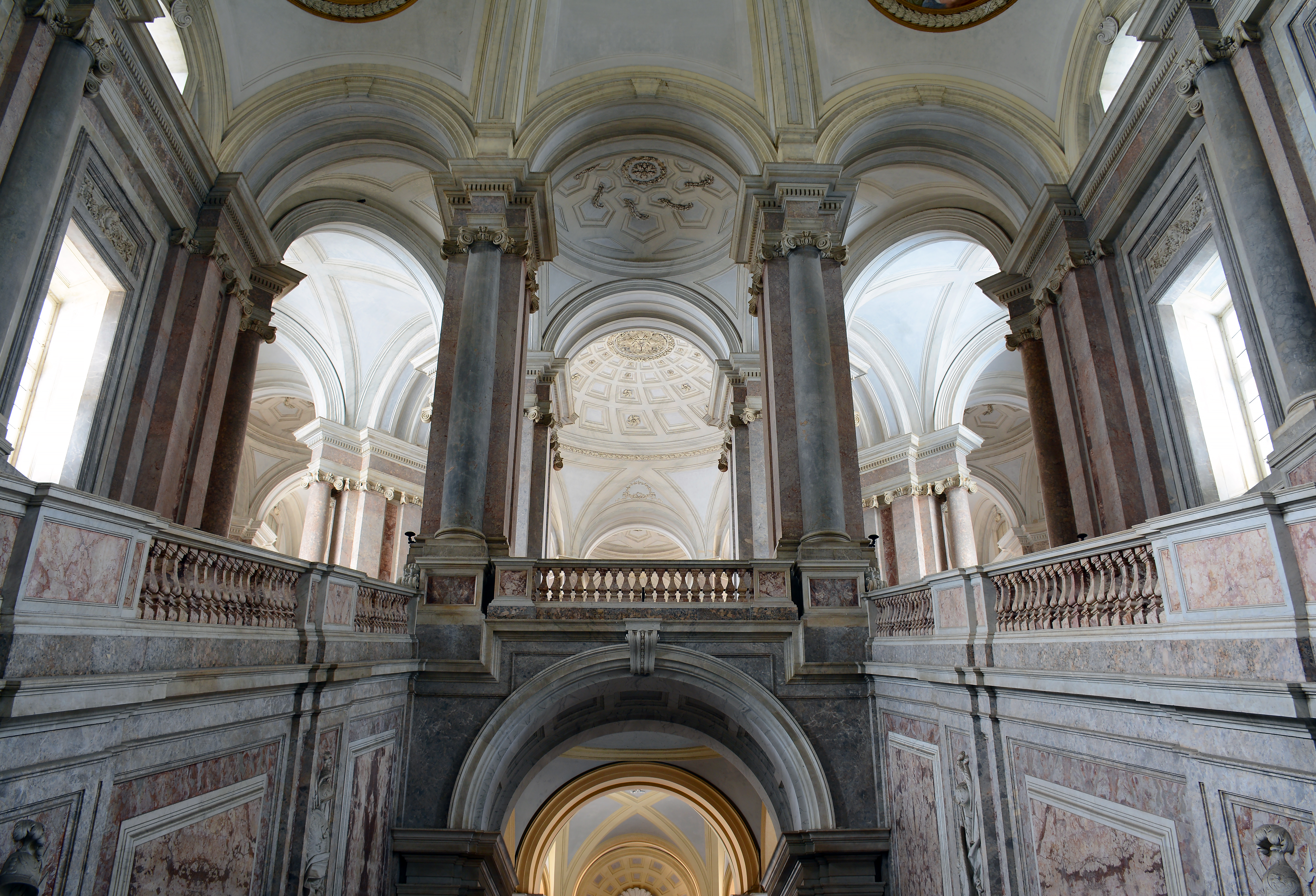
A díszlépcső

A palota téglalap alaprajzú (247x190 m) négy belső udvarral. Az épületben 1200 helyiség és 56 lépcsőház található. A homlokzat 36 méter magas, öt szinttel. Az épülethez alagsor is tartozik, melyben konyhák, pincék és műhelyek kaptak helyet. A homlokzaton három bejárati csarnok nyílik, 243 ablakkal. A főhomlokzatot bordázott oszlopok díszítik, tetejét pedig faragott párkány. A kertoldali homlokzat hasonló felépítésű, de sokkal díszesebb.

### A díszlépcső
A díszlépcső kialakítása egyike Vanvitelli legpompásabb újításainak. A központi bejárat csarnokának jobb oldalától visz fel a központi peristyliumba, amelyből egyrészt a kápolna, másrészt pedig két sor várószoba nyílik, melyeken keresztül a királyi lakosztályok érhetők el. A ragyogóan megvilágított és hatalmas márványdarabból kialakított lépcsősor innen tovább emelkedik a félemelet felé, amelyet két márvány oroszlánszobor díszít. Ezek a hatalom és igazságosság jelképei (Paolo Persico és Tommaso Solari műve). A félemeleten a lépcsősor kettéválik két párhuzamos részre. A díszlépcső pompáját elsősorban a márványoszlopoknak és az elegáns boltívek által tartott kupola összhatásának köszönheti. Az álboltozatos mennyezet fonott nádból készült és a tetőszerkezet gerendáihoz van erősítve. A díszlépcsőt bardiglióból vitulanói és carrarai márványból építették.

### A királyi lakosztályok
Vanvitelli nyolc lakosztályt tervezett a piano nobile szintjére: egyet a királynak, egyet a királynénak, kettőt a hercegnőknek, kettőt a hercegeknek, valamint egyet-egyet a trónörökös hercegnek, illetve a feleségének. A palota építése idején a királyi család a bárói palotában lakott, melyben ma Caserta megye közigazgatási hivatalai kaptak helyet. Elsőnek az egyik hercegnői lakosztály készült el 1780 körül, ebbe a királyi család azonnal beköltözött. 1783-ban még egy lakosztály elkészült és a munkálatok felgyorsítása érdekében a király úgy döntött, hogy belső díszítései hasonlóak legyenek a korábban felépült lakosztályokéhoz. Ezek együtt régi lakosztályok név alatt ismertek, megkülönböztetésképpen a jóval később, II. Ferenc uralkodása idején elkészült új lakosztályoktól.

#### Várószobák
Az alabárdosok szalonja az első várószoba. Falait stukkózott diszkrét faburkolat borítja. A szalon erős megvilágítása kihangsúlyozza a központi boltozat freskóját, amelyet Domenico Mondo festett 1785-ben és a Bourbon-hadsereg győzelmét szimbolizálja.
A becsületrend szalonja pazarabb díszítésű: a boltozatot zászlókat tartó repülő kerubok díszítik; az ajtókat és ablakokat történelmi jeleneteket ábrázoló sötétítők takarják. Az ablakokkal átellenben lévő falat márvány szoborcsoport díszíti, ami Alessandro Farnese (III. Pál pápa) koronázását ábrázolja.
A harmadik és egyben utolsó várószoba Nagy Sándor nevét viseli. A híres makedón hadvezér élete által inspirált freskók és domborművek díszítik a szobát. A díszítőelemek Joachim Murat rendelésére készültek. Ugyancsak a várószobában található két festmény: az egyik VII. Károly győzelmét ábrázolja a velletri csatában, a másik pedig leköszönését a trónról fia, IV. Ferdinánd javára.

#### Új lakosztályok

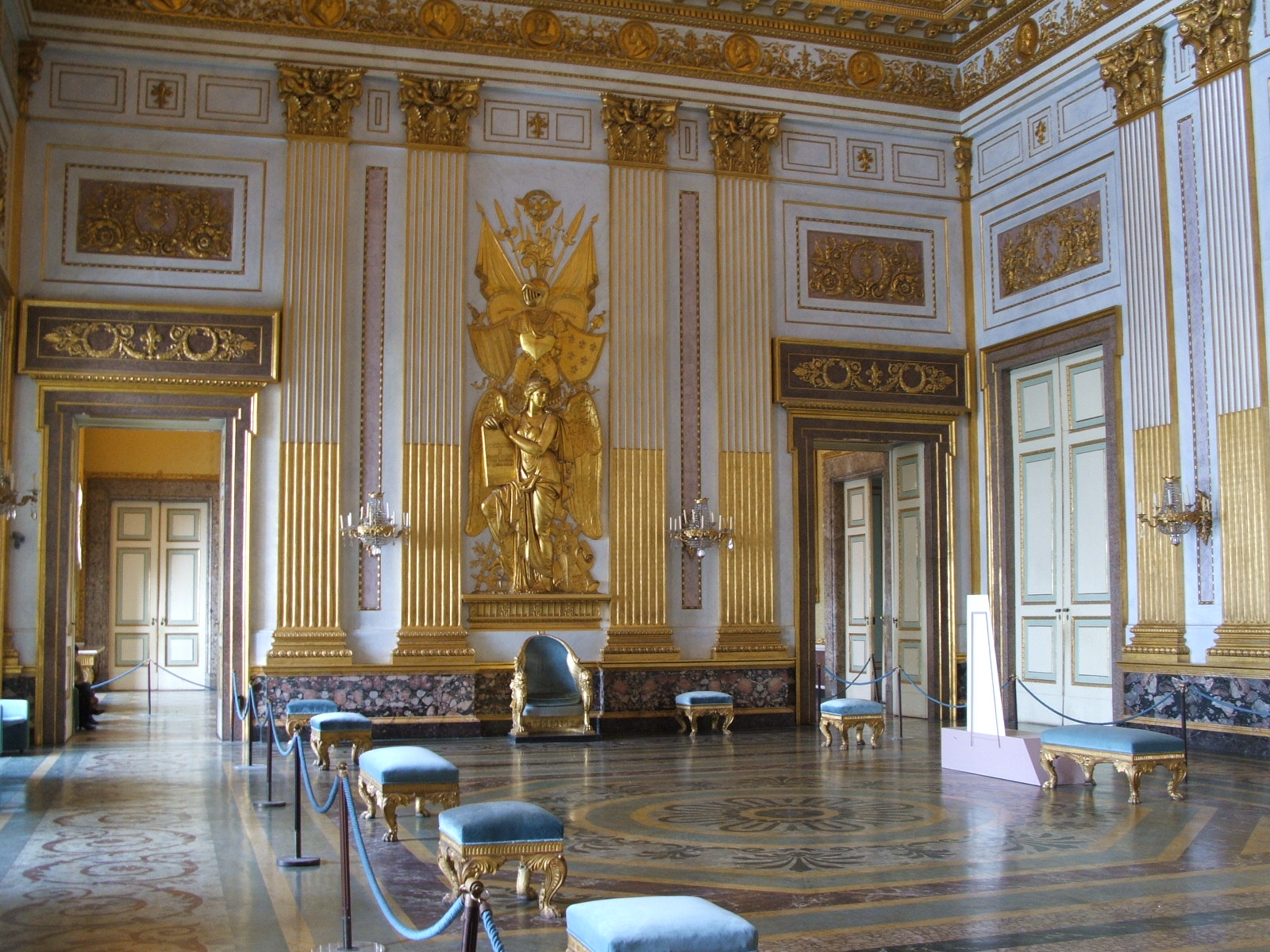
A trónterem

Az új lakosztályok 1806–1816 között készültek el Giovanni Patturelli építész vezetésével. A következő három terem alkotja:
- Mars terem – Antonio De Simone tervezte Joachim Murat uralkodása idején. Belső díszítései neoklasszicista jellegűek és a katonai erényeket fejezik ki. A falakon látható három dombormű Valerio Villareale műve, amik az Erőt, Megfontoltságot és Hírnevet szimbolizálják. A mennyezeti freskó Raffaele Calliano műve, Hektór halálát és Akhilleusz diadalát ábrázolja. A zöld alabástrom padlón egy görög női alak látható. A termet egykor díszítő festmények ma a palota múzeumában, illetve nápolyi múzeumokban láthatóak.[2][5]
- Astraea terem – domborművei és aranyozott stukkómunkái Valerio Villareale és Domenico Masucci nevéhez fűződnek. A mennyezetet Astraeát, az Igazságosság istennőjét ábrázoló freskó ékesíti, Giacomo Berger alkotása. A kandalló fölött egy Villareale által faragott dombormű látható, amely Minervát, az igazság és erő istennőjét ábrázolja, a Törvénykezés és Ártatlanság allegorikus ábrázolásai által közrefogva. Az istennő sisakját és az Ártatlanság pőreségét eltakaró leplet később adták hozzá. A terem dekorációi perzsa márvány imitációk. A padlót sokszínű márványburkolat alkotja. A terem a nagykövetek és államminiszterek várószobája volt. A szobát díszítő festményeket (De Simone alkotásait) a nápolyi San Martino múzeumban őrzik.[2][5]
- Trónterem – a palota legnagyobb lakosztálya. Több mint fél évszázadon keresztül lakatlan maradt, sem IV. Ferdinánd, sem pedig a francia uralkodók (Bonaparte József és Joachim Murat) nem tanúsítottak különösebb érdeklődést a berendezése iránt. I. Ferenc trónrakerülése után bízta meg Pietro Bianchi építészt a felélesztésével. Az eredeti elképzelések szerint falai mentén, külön erre a célra kialakított fülkékben, a Bourbon uralkodók szobrai kaptak volna helyet, azonban a fülkék kialakítása veszélybe sodorta az épület szerkezeti statikáját, így a munkálatokat 1827-ben felfüggesztették. A terem 1845-re készült el Gaetano Genovese vezetése alatt, aki jelentősen megváltoztatta a terveket, kivédve az épület veszélyeztetettségét. A falakat 28 pár bordázott korinthoszi oszlop díszíti, oszlopfőjüket Gennaro Aveta faragta, akinek nevéhez a terem 16 Bourbon-címerének elkészítése is fűződik. Az architrávot a Nápolyi Királyság 44 uralkodójának portréja díszíti, II. Rogertől II. Ferdinándig, kivéve a két francia uralkodót, Bonaparte Józsefet és Joachim Murat-t. A mennyezet freskóját 1884-ben festette Gennaro Maldarelli, ez a palota alapkőletételét ábrázolja. A terem belső kialakításán, amely a kor ízlésének egyik legkifejezőbb példája, Nápoly legkiemelkedőbb művészei dolgoztak. Az előző termek kiegyensúlyozott és harmonikus kompozícióival ellentétben a tróntermet inkább a zavarosság és a giccs jellemzi.[2][5]

#### Régi lakosztályok

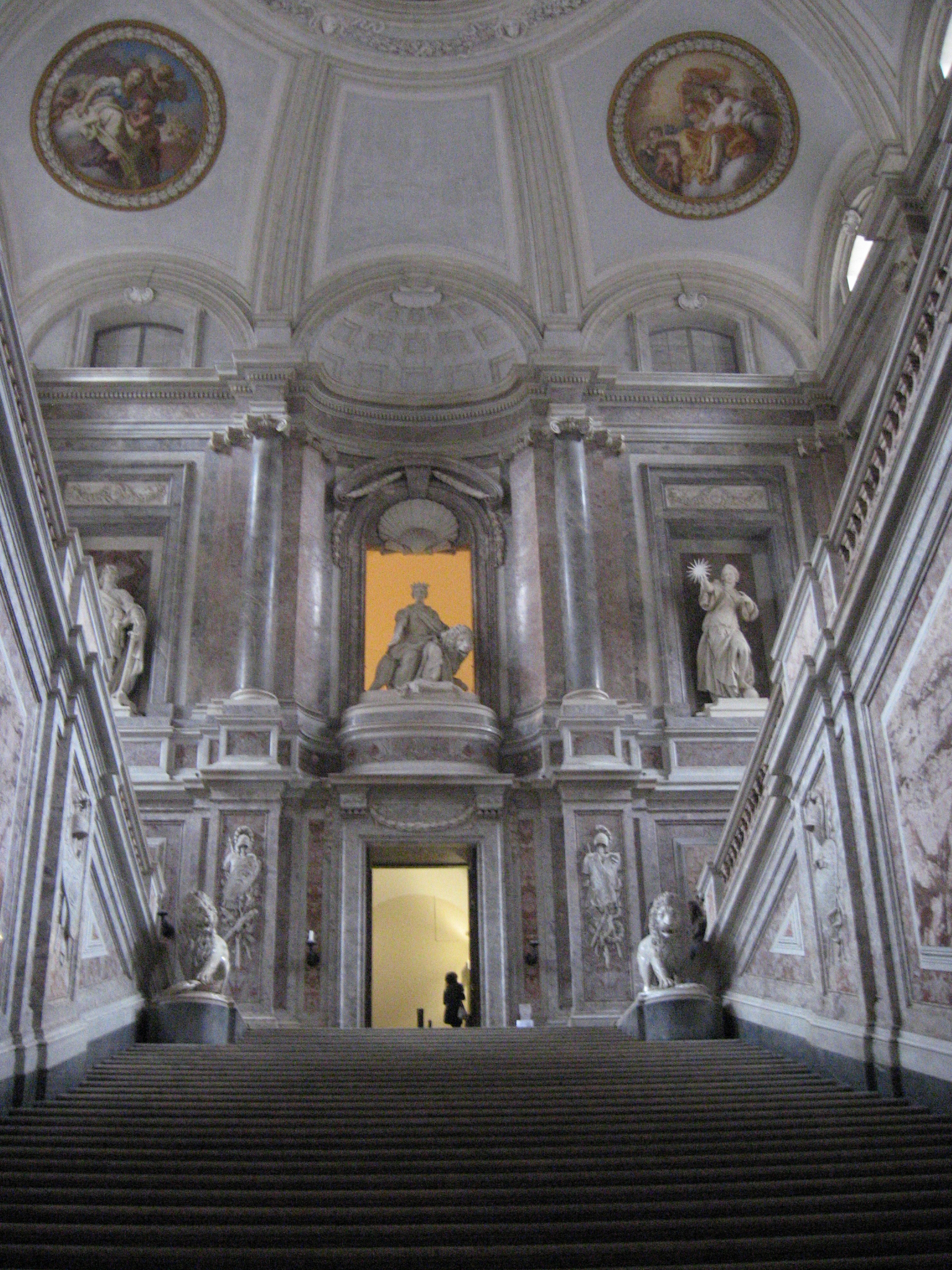
A díszlépcső és a bejárat a királyi lakosztályokba

A régi lakosztályokat négy szalon előzi meg, melyeket egy-egy évszakról neveztek el. A szalonok mennyezetét díszítő freskók allegorikusan az évszakokat ábrázolják. A dolgozószobát követi a hálószoba, jóval visszafogottabb díszítéssel, berendezése spártai volt. Annak nagy részét Ferdinánd halála után elégették, ugyanis a király ragályos betegségben szenvedett.
- A képtár tulajdonképpen több szalon sorozata, amelyben 19. századi olasz és holland festők művei vannak kiállítva. Egyik szalonban az olasz és francia Bourbon uralkodók portréi láthatók, míg egy másikban VII. Károlynak és feleségének, Mária Amáliának a hivatalos portréi. Ez utóbbiban látható Francesco Solimena két festménye a friss házas királyi párról, Michele Cammarano festménye I. Ferenc nápolyi királyról, valamint a Bourbonok családfája. V. Fülöp és Farnese Erzsébet portréit Giovanni Battista delle Piane (Molinaretto) festette. Egy külön termet szenteltek IV. Ferdinándnak és feleségének, Mária Karolinának, egy másikat pedig II. Ferdinándnak.[2][6]
- A betlehemes terem – a Régi Lakosztályok egyik ellipszis alakú terme, minden belső díszítés nélkül fehérre festve. Egykoron zenészek tartózkodtak itt, akiknek feladata a király szórakoztatása volt. Napjainkban egy korabeli betlehemes jelenet van kiállítva a teremben, mely VII. Károly idején jött divatba a Nápolyi Királyságban, s karácsony idején a palota egyik hagyományává vált, bővítése a mindenkori uralkodó feladata volt. A szobrocskákat Nápoly leghíresebb művészei faragták. A termet eredetileg Salvatore Fregola Krisztus születését ábrázoló festményei díszítették. A termet II. Ferdinánd idején rakett-teremnek (labdaház) alakították át. A ma kiállított betlehemes 19. századi restaurált szobrocskákból áll.[2][6]
- A királyné szobáinak stílusa eltér a palota klasszikus jellegétől, tervezője, Carlo Vanvitelli barokk elemeket is beleszőtt a terveibe. A fürdőszobát tartózkodóra, szemérmesre tervezte: velencei tükrök, Vénuszt, Dianát és kerubokat ábrázoló festmények, márvány fürdőkád díszítik. A királyné szobáinak megtervezésekor nagy figyelmet szenteltek a díszítőelemek kiválasztásának: sárga szatén borítás, aranyozott stukkózások, tükrök. Gennaro Fiore külön a királyné számára tervezett székeket.[2][6]

### A királyi könyvtár

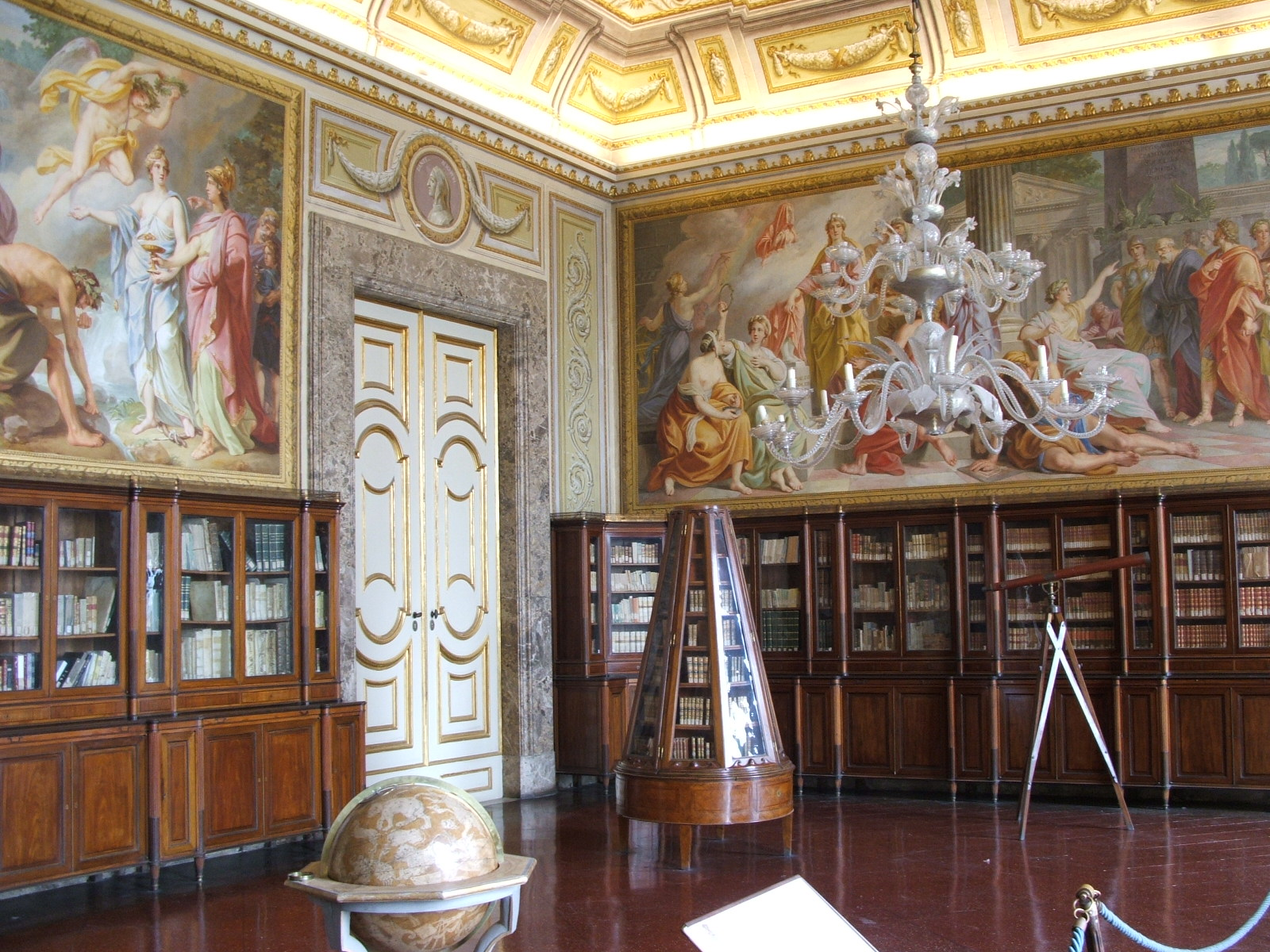
A királyi könyvtár

A királyi könyvtár három szobája a királyné lakosztályához kapcsolódik, miután létrejöttében Mária Karolina főhercegnőnek volt elsődleges szerepe, aki műveltségéről és kifinomult ízléséről volt ismert. A könyvtár falait Heinrich Friedrich Füger klasszicista festményei borítják. A festmények mitológiai alakokat/jeleneteket ábrázolnak: Apollón a Parnasszuson, az athéni iskola, a Művészet megvédése és a Tudatlanság elűzése. Az első szoba mennyezetét Carlo Vanvitelli tervei alapján pompeii és herculaneumi motívumokat megörökítő freskó díszíti. A könyvespolcokat mahagóni- és rózsafából készítették. Az olvasószobában két festmény látható: az egyik VII. Károlyt ábrázolja vadászaton, míg a másik a Nápoly-Portici vasútvonal megnyitóját. A könyvtárat 1768-ban alapították és 14 000 kötetet tartalmaz.

### A királyi kápolna
A királyi kápolna az előcsarnokon keresztül közelíthető meg. Első látásra inkább fogadószobának tűnik, mint Isten házának, ami elsősorban a festett díszítőelemek hiányának és a pazar márványdekorációnak tudható be. A versailles-i palotában található kápolna mintájára építették. A karzat párkányát értékes carrarai márványból faragták. A Vanvitelli által elképzelt márvány oltár és keresztelőmedence sohasem épült fel. Az apszis oltárát Giuseppe Bonito Szeplőtlen fogantatást ábrázoló képe díszíti. A kápolna két oldalán volt orgonák a második világháború bombázásai során elpusztultak. A kápolnát 1784 karácsonyán avatták fel, az éjféli mise alkalmával, amelyen IV. Ferdinánd és egész udvara részt vett.

### Az udvari színház
Az udvari színház a palota egyetlen csarnoka, amit Vanvitellinek még halála előtt sikerült befejeznie. Építése az eredeti terveken nem szerepelt és 1756-ban, három évvel a palota építésének elkezdése után láttak hozzá. 1769-ben a karnevál során nyitotta meg IV. Ferdinánd és felesége, Mária Karolina. A színház a nápolyi San Carlo operaház tökéletes mása. A palota nyugati oldalán helyezkedik el, három bejárattal: a központi a király, míg a két oldalsó a meghívottak számára. A színház felépítése klasszikus lópatkó alakú, 42 páhollyal 5 szinten elosztva. A központi királyi páholy három emelet magas. Az utóbbi restaurálási munkálatok során a belső díszítések színét visszaállították Bourbon-kékre, miután a savoyai királyok kárminvörösre cserélték.

## A palotamúzeum
A palota történetét bemutató múzeum az egykori börtönökben kapott helyet. Elsősorban az építkezés dokumentumait és emlékeit vonultatja fel, de betekintést kaphatunk Luigi Vanvitelli életébe, valamint Caserta városának történelmébe is. A múzeumba került néhány korabeli festmény is, melyek hosszú évekig a palotaigazgatóság raktáraiban porosodtak.

## A park

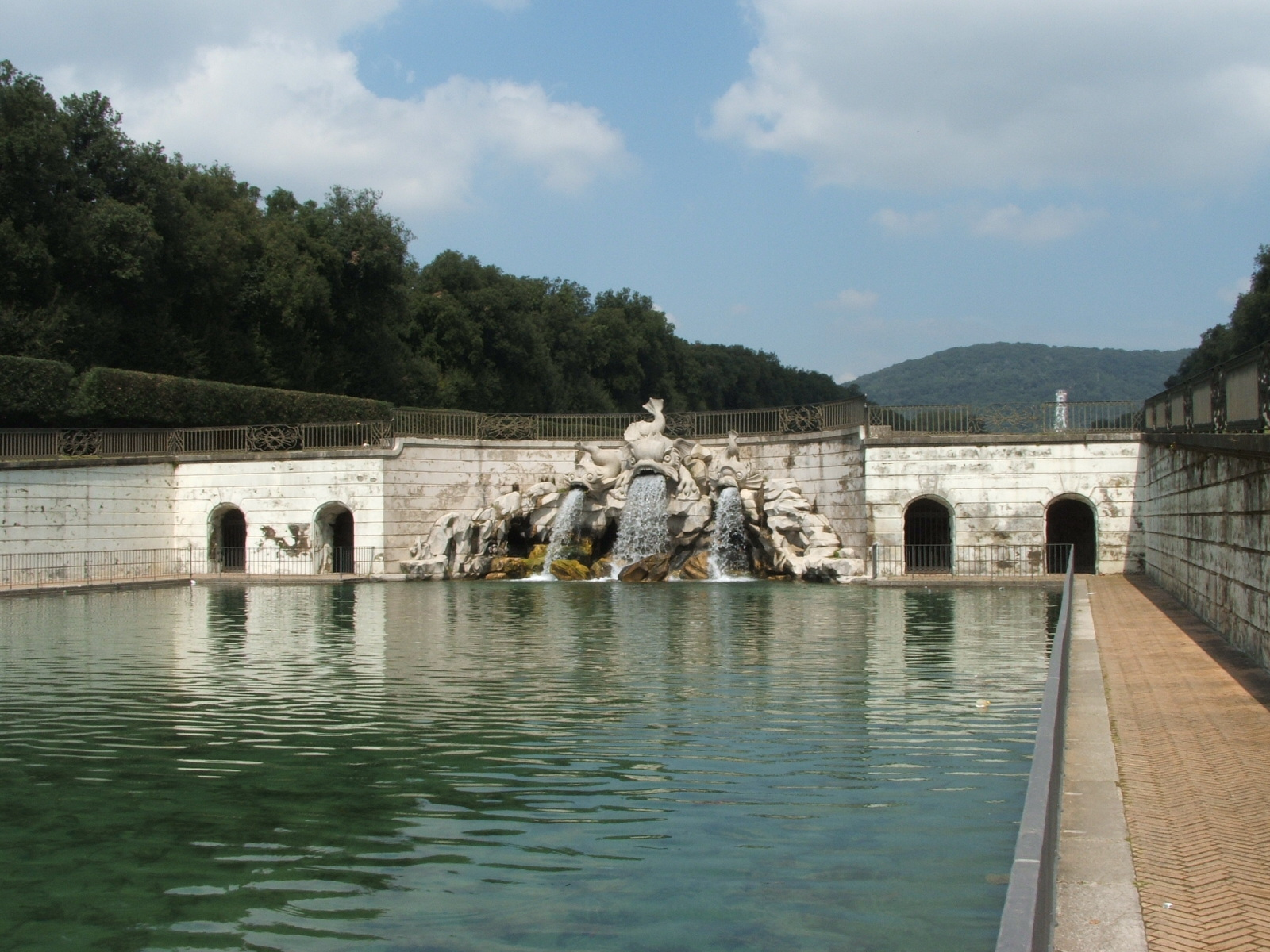
A delfinek kútja

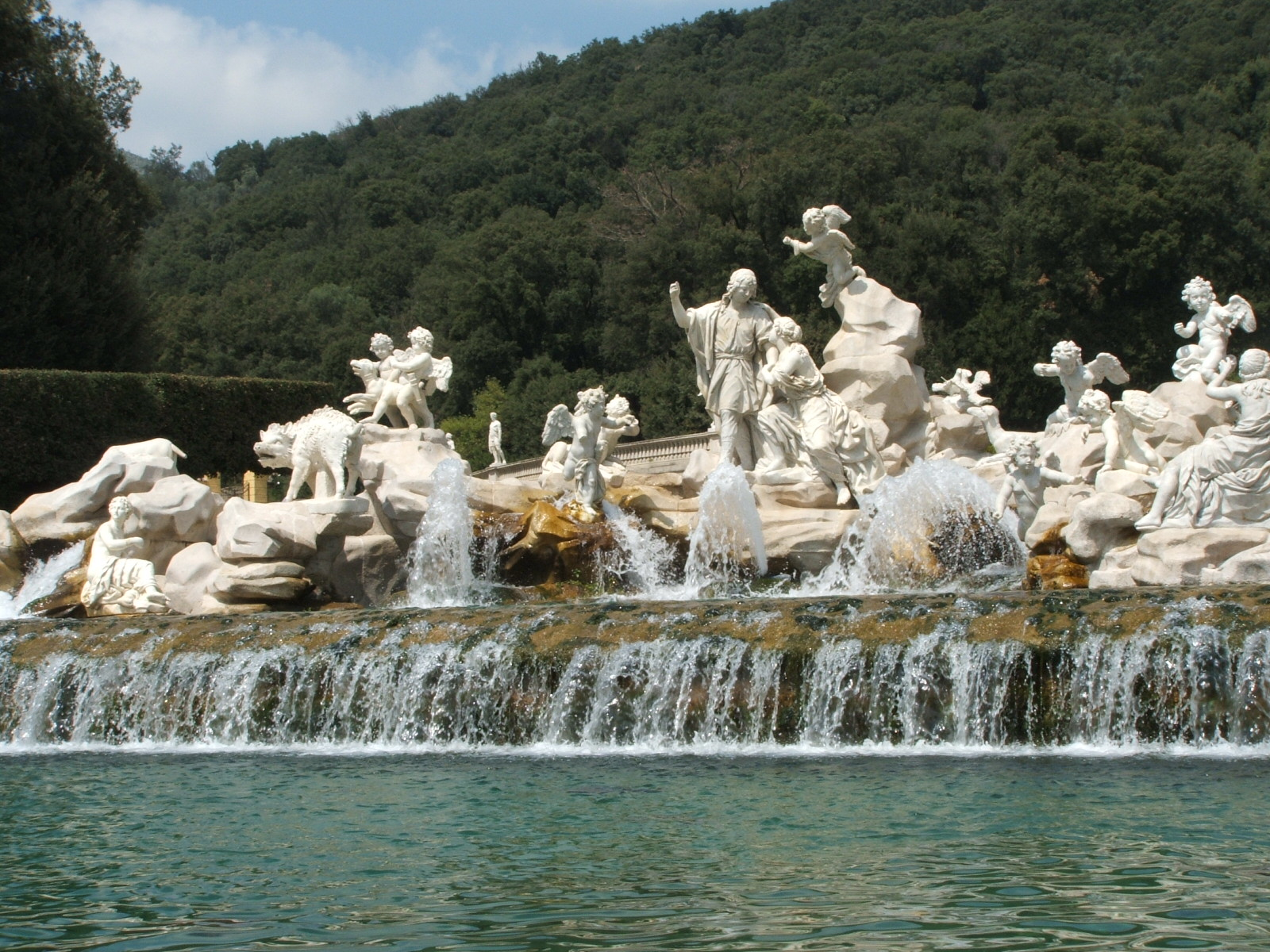
Vénusz és Adónisz kútja

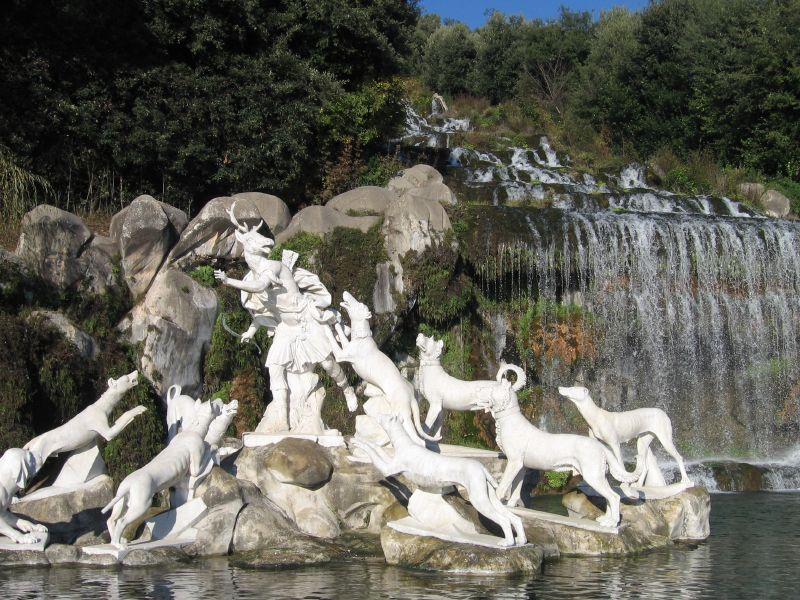
Diana és Akteón kútja

A palotát övező park észak-dél irányú, a vízeséstől a palotáig tart és három részből áll. Az első rész (parterre) közvetlenül a palota mögött terül el. Eredetileg virágoskertnek tervezték, de sétányokkal szabdalt zöld gyep lett belőle. Tőle balra található a régi erdő, amely már a palota építése és kert kialakítása előtt létezett. Jobb oldalán tágas rét fekszik, melyet fasorok szegélyeznek. A park második része az erdővel borított Briano dombon található vízesésig tart. A park alapvető alkotóelemei a vízfolyások, amelyeket kutak táplálnak. A harmadik rész (az eredeti terveken nem szerepelt) az angol kert, melyet Carlo Vanvitelli és angol kertépítő kollégája John Graefer terveztek Sir William Hamilton és Sir Joseph Banks javaslatára. Az angol kert Mária Karolina királyné kérésére épült Diana és Akteón kútjától jobbra.
Vanvitelli szemléletében a kertnek a palotához hasonló mély benyomást kell keltenie a látogatóban. A park kialakítása előtt mélyrehatóan tanulmányozta a francia, holland és német parképítészetet, ugyanakkor nagyon jól ismerte Versailles és Fontainebleau kertjeit. Egy három kilométer hosszú sugárutat tervezett a palotától a vízesésig magyaltölgyekkel szegélyezve. A parterre tervezett hatalmas virágágyásai azonban pénzügyi okok miatt nem valósultak meg.
A központi sugárút mentén szökőkutak és medencék sora található, melyeket a Briano domb oldalán lezúduló mesterségesen kialakított vízesés táplál vízzel. A víz továbbítását a medencék közt komplex hidraulikai és építészeti megoldásokkal oldotta meg Vanvitelli.
A palotától a vízesésig öt nagy szökőkút található:
- A delfinek kútja egy négyszögletű medencét táplál vízzel, amely közvetlenül a palota mögött helyezkedik el. Nevét központi szobráról kapta, mely egy delfinfejű tengeri szörnyet ábrázol. A kút Gaetano Salomone alkotása.[9]
- Aiolosz kútja az egyik legnagyobb és legimpozánsabb kút a parkban, egyben a turisták kedvelt fotótémája. A kutat díszítő szoborcsoport Aioloszt, a szelek istenét ábrázolja, aki Juno kérésére pusztító viharokat küldött Aineiasz és a trójaiak ellen. A szobrokat Nápoly leghíresebb szobrászai faragták: Brunelli, Salomone, Violani, Persico és Solari.[9]
- Ceres kútja az istennőt ábrázolja, kezében Szicília ősi jelképét, a trinacriát tartva.
- Az utolsó előtti kút Vénusz és Adónisz tragikus szerelmi történetét ábrázolja: a térdeplő istennő elővigyázatosságra kéri Adóniszt, aki a bekövetkező tragédiát semmibe véve nyugtatja őt. A márvány szoborcsoport többi eleme nimfákat és kerubokat ábrázol, valamint Adónisz gyilkosát, a vadkant.[9]
- Diana és Akteón kútja az utolsó a parkban. A kúttól csodálatos kilátás nyílik a vízesésre. Akárcsak az előbbi kút esetében, amit itt is mitológiai jeleneteket ábrázoló szoborcsoportok díszítenek: a jobb oldali szoborcsoport Dianát ábrázolja nimfái körében, a bal oldali pedig Aktaiónt vadászkutyái társaságában, szarvassá alakulása közben, miután meglátta a gyönyörű meztelen istennőt.[9]

## Megközelítése
Az A1-es autópályánál a Caserta Nord letérőnél kell a „Parcheggio comunale” irányába letérni. A palotához tartozó telken belül tilos a parkolás, viszont a közelben külön a látogatók számára van parkoló. A casertai vasútállomástól gyalog öt perc. A lakosztályok 8:30–19:30 között látogathatók.

## A palota a filmművészetben
A palota 1958-as rekonstrukciója után sokszor szolgált különféle filmekben nevezetes és látványos helyszínek megjelenítéséül. Így pl. itt készült 1970-ben Szergej Bondarcsuk Waterloo című filmjének  több belső jelenete (pl. a Tuileriák palotája belső tereit imitálva). Itt forgatták később a Csillagok háborúja című filmeposz Baljós árnyak című első részének a nabooi királyi palotában játszódó részeit. Ugyancsak itt forgatták a Mission: Impossible III című film vatikáni jeleneteit, valamint az Angyalok és démonok egyes jeleneteit is.